# Проделки Скапена
«Проде́лки Скапе́на», также «Плу́тни Скапе́на» (фр. Les fourberies de Scapin) — пьеса Мольера в трёх действиях, написанная в 1670 году.

## Источники

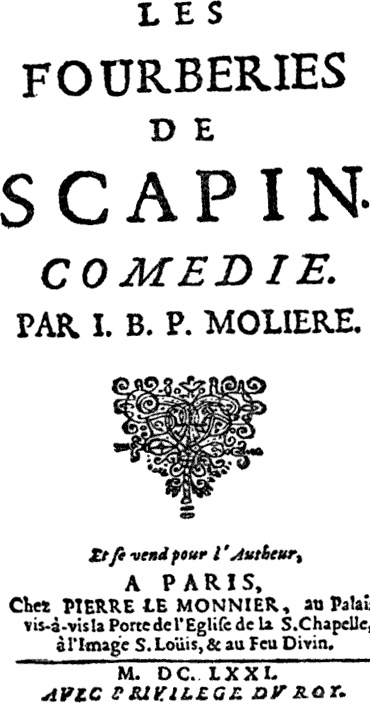
Издание 1680 г.

## Сюжет
В отсутствие родителей Октав, сын Арганта, и Леандр, сын Жеронта, влюбились: первый — в Гиацинту, бедную девушку неизвестного происхождения, на которой он женится, а второй — в молодую цыганку Зербинетту, с которой заводит любовные отношения.
Теперь родители возвращаются в Неаполь, и у каждого свои брачные планы относительно своих сыновей. Октав, опасаясь гнева отца, умоляет о помощи Скапена, слугу Леандра. После долгих уговоров Скапен соглашается - представляет брак Октава как вынужденный и намекает на похожий проступок Леандра.
Аргант, обвиненный Жеронтом в плохом воспитании сына, обвиняет друга в аналогичном, ссылаясь на Скапена. Леандр, плохо принятый своим отцом, угрожает слуге побоями. Но вскоре он оставляет свой гнев и вновь умоляет о помощи: ведь ему нужно заплатить цыганам выкуп за Зербинетту.
Хитростью Скапен вымогает деньги у стариков. Но, кроме того, он хочет отомстить Жеронту за то, что тот выдал его Леандру. С помощью уловки он сажает Жеронта в мешок и избивает его палкой. Старики хотят жестоко наказать Скапена за обман, но неожиданно выясняется, что Зербинетта на самом деле похищенная цыганами дочь Арганта, а Гиацинта — чудесно спасённая после кораблекрушения дочь Жеронта. Таким образом, все устраивается, а Скапен, притворившись умирающим, вымаливает у всех прощения.

## История постановок
Пьеса «Проделки Скапена» впервые была поставлена 24 мая 1671 года в театре «Пале-Рояль» (Париж). В премьере были заняты Мольер (Скапен), г-жа Дебри (Гиацинта), Андре Юбер (Аргант), Дю-Круази (Жеронт), Латорилльер (Сильвестр), Лагранж (Леандр), г-жа Боваль (Зербинетта), Мишель Барон (Октав). При жизни автора было сыграно 18 представлений.
В XX веке «Проделки Скапена» поставили многие театры: театр «Старая голубятня» (Париж) в (1917) с участием Жана Копо́, «Комеди Франсез» (в 1922 и в 1957 годах), театр «Квирино» (Рим) в 1927 году, театр «Ателье» (Париж) в 1940 году, труппа М. Рено (1949), Новый театр, Милан (1951), Театр королевы Марии II, Лиссабон (1956), марокканский Народный театр (1956, арабский вариант под назв. «Плутни Йохаси»), Авиньонский фестиваль (1990) с участием Даниэ́ля Отёя.
Начиная с 1757 года пьесу ставили в России (в том числе в Малом театре в 1849 году, в 1977 году под названием «Плутни Скапена» (режиссёр — Е. Я. Весник), в Александринском театре в 1868, в театре «Сатирикон» имени Аркадия Райкина в 2020 году).
Радиопостановки: «Театр у микрофона» (1958).

## Факты
- Никола Буало, французский поэт, теоретик классицизма и почитатель драматического таланта Мольера, с осуждением отнёсся к «нелепому шутовству»[2] «Проделок Скапена». В своей поэме «Поэтическое искусство» он написал:

Искусства высшего он дал бы нам пример, 

Когда б, в стремлении к народу подольститься, 

Порой гримасами не искажал он лица, 

Постыдным шутовством веселья не губил. 

С Теренцием — увы! — он Табарена слил! 

Не узнаю в мешке, где скрыт Скапен лукавый, 

Того, чей «Мизантроп» увенчан громкой славой.